# Lin Cheng-sheng
Lin Cheng-sheng, chiń. 林正盛; pinyin Lín Zhèngshèng (ur. 31 marca 1959 w Taidong) – tajwański reżyser i scenarzysta filmowy. Jego film Słodka degeneracja (1997) zaprezentowano w konkursie głównym na 48. MFF w Berlinie, a Marsz szczęścia (1999) - w sekcji "Un Certain Regard" na 52. MFF w Cannes. Laureat Srebrnego Niedźwiedzia za najlepszą reżyserię na 51. MFF w Berlinie za film Betelowe panienki (2001).